# نادي هلال تمارة
هلال تمارة هو نادي كرة قدم نسائي مغربي  يلعب في البطولة المغربية الدرجة الأولى، يقع مقر النادي في مدينة تمارة، تأسس النادي في عام 2014